# Rhyssalinae
Rhyssalinae (лат.) — подсемейство стебельчатобрюхих перепончатокрылых семейства браконид.

## Описание
Передние крылья с заметной, слабо склеритизированной второй перепончатой анальной жилкой (рядом с нерволюсом). Дыхальца второго и третьего тергитоврасположены ниже их латерального изгиба. Проподеум с чёткими полями. Третий сегмент лабиальных щупиков сильно укороченный.

## Экология
Представители подсемейства являются эктопаразитами жуков-ксилофагов и различных чешуекрылых.

## Систематика
В составе подсемейства следующие роды:
- Acrisis
- Anachyra Van Achterberg, 1995
- Cerophanes
- Dolopsidea
- Laibalea Quicke et Butcher, 2020
- Noserus
- Oncophanes Foerster, 1862
- Pseudavga
- Pseudobathystomus
- Rhyssalus Haliday, 1833